# Setodes jatisampanna
Setodes jatisampanna är en nattsländeart som beskrevs av Schmid 1987. Setodes jatisampanna ingår i släktet Setodes och familjen långhornssländor. Inga underarter finns listade i Catalogue of Life.